# Vincent van der Voort
Pour les articles homonymes, voir van der Voort.
Vincent van der Voort (né le 18 décembre 1975 à Purmerend) est un joueur professionnel néerlandais de fléchettes.
Il est réputé pour son jeu très rapide.